# Gaspar Ventura
Gaspar Ventura Meseguer (Barcelona, España; 5 de febrero de 1955) es un exnadador y exwaterpolista español. Como jugador ganó un bronce en los Juegos Mediterráneos de 1975 y un diploma olímpico en Juegos de Moscú 1980. Posteriormente siguió vinculado al waterpolo como directivo y entrenador. Fue seleccionador del equipo femenino español (1998-2003).

## Biografía

### Vida personal
Es hermano del jugador y entrenador de waterpolo Antoni Ventura, y padre de la waterpolista internacional Mireia Ventura.

### Como deportista
Nacido en el barrio barcelonés de Pueblo Nuevo, inició su trayectoria en el equipo local, el Club Natació Poble Nou. En 1974 se incorporó al Club Natació Barcelona, donde ganó la liga de 1975. En 1977, tras finalizar el servicio militar, se afincó en Manresa, donde fue jugador-entrenador del Club Natació Manresa hasta su retirada, en 1986.
Durante su carrera compaginó el waterpolo con la natación. Como nadador destacó en pruebas en aguas abiertas, con su doble victoria en la Copa Nadal (1975 y 1976) y en la Travesía del Puerto de Barcelona (1974 y 1975), considerado Campeonato de Cataluña de gran fondo.
Entre 1972 y 1980 fue internacional en 211 partidos con la selección española de waterpolo. Con el combinado nacional ganó la medalla de bronce en los Juegos Mediterráneos de 1975. Participó en los Juegos Olímpicos de Múnich 1972 y Moscú 1980, donde logró un diploma olímpico, primer gran éxito internacional del waterpolo español. Disputó también dos Campeonatos Europeos (1974 y 1977) y tres Campeonatos Mundiales (1973, 1975 y 1978).

### Como entrenador
Desde su juventud compaginó la práctica deportiva con el rol técnico y formativo. Empezó durante su etapa en el CN Barcelona, entrenando a las categorías inferiores y fue campeón de España de waterpolo con el equipo juvenil. Cuando fichó por el CN Manresa asumió la dirección de los cursos de natación del club, y compaginó el papel de jugador del equipo de waterpolo con el de entrenador del mismo. Llevó al club manresano a alcanzar los mayores éxitos de su historia, con dos subcampeonatos de liga (1977 y 1980) y dos participaciones en europeas en la Recopa.
En 1986 se marchó al banquillo del Club Natació Catalunya. Estuvo al frente del equipo durante los años dorados de la entidad, en los que conquistó las tres primeras Ligas (1989, 1990 y 1991) y Copas del Rey (1987, 1990 y 1991) de su historia, además de la Recopa de Europa y la Supercopa europea (ambas en 1992). La temporada 1997-98 entrenó al Club Natació Sant Feliu. 
En junio de 1989 dirigió a la primera Selección femenina de waterpolo de España, que perdió el primer partido de su historia por 11-2 contra Italia. Posteriormente fue seleccionador femenino entre 1998 y 2003. 
Aunque dejó los banquillos en 2003, en 2015 regresó para dirigir al Club Natació Minorisa manresano, donde se jubiló definitivamente como entrenador al finalizar la temporada 2017-18.

### Como dirigente deportivo
Ventura ha sido vocal (1998-2007) y presidente (2008-2012) de la comisión de waterpolo de la Real Federación Española de Natación. Fue gerente del CN Manresa desde 1996 hasta 2012, cuando el Ayuntamiento de Manresa multó al club por la falta de titulación de Ventura para ejercer el cargo. La entidad se disolvió un año más tarde, debido a las deudas acumuladas. Posteriormente ocupó la dirección técnica del Club Natació Sant Andreu.